# Distretto urbano di Mpanda
Il distretto urbano di  Mpanda è un distretto della Tanzania situato nella regione di Katavi. È suddiviso in 15 circoscrizioni (wards) e conta una popolazione di 245 764 abitanti (censimento 2022).

## Suddivisione amministrativa
Il distretto è diviso nelle seguenti circoscrizioni (wards), tra parentesi gli abitanti (censimento 2022):
1. Ilembo (24 395)
2. Kakese (21 466)
3. Kashaulili (5 537)
4. Kasokola (5 726)
5. Kawajense (11 138)
6. Kazima (25 169)
7. Magamba (14 234)
8. Majengo (5 399)
9. Makanyagio (12 660)
10. Misunkumilo (19 158)
11. Mpanda Hotel (9 583)
12. Mwamkulu (16 507)
13. Nsemulwa (33 444)
14. Shanwe (22 014)
15. Uwanja wa Ndege (19 334)